# Hipólito de Tebas
Hipólito de Tebas foi um autor bizantino do século VII ou VIII. Sua "Crônica", preservada apenas em parte, é uma fonte especialmente importante para a cronologia do Novo Testamento.
Ele alega que a Virgem Maria teria vivido onze anos após a morte de Jesus, até o ano de 41 d.C.
Suas obras foram publicadas na Patrologia Graeca de Migne (PG 117).